# Mircea Solcanu
Mircea Solcanu (n. 27 mai 1976, Constanța) este un fost prezentator român de televiziune. În prima sa apariție în calitate de prezentator de televiziune, a dezvăluit că este homosexual.

## Studii
Este absolvent al liceului Teoretic Mihai Eminescu, din Constanța - secția istorie - științe sociale și al Facultății de Comunicare și Relații Publice (SNSPA). In anul 2022 a finalizat cursurile de licenta, in specializarea Arta Actorului din cadrul Facultății de Arte, din cadrul Universității "Ovidius" din Constanța.

## Carieră
Începând cu 1993, a lucrat ca moderator la un post de radio, iar din 2005 până în 2014 a fost prezentatorul emisiunii „Poveștiri de noapte”, alături de Cabral Ibacka, la postul de televiziune Acasă TV. A fost concediat din cauza unei postări pe Facebook. Este, de asemenea, cunoscut pentru utilizarea expresiei „La naiba”.